# ライリー・ノース -復讐の女神-
『ライリー・ノース -復讐の女神-』（ライリーノース ふくしゅうのめがみ、Peppermint）は、2018年のアメリカ合衆国のスリラー映画。監督はピエール・モレル、主演はジェニファー・ガーナーが務めた。
原題の"Peppermint"は娘の思い出とトラウマ（ペパーミント味のアイスクリームを娘が注文する場面がある）を象徴し、復讐に生きる母ライリーの原動力にもなっている。

## ストーリー
ロサンゼルスで慎ましくも平凡に暮らしていた主婦ライリー・ノース。クリスマスにほど近い12月21日、一人娘カーリーの誕生日パーティを開くも、高級住宅街に住むカーリーの同級生の母親ペグに嫌がらせを受け、娘の誕生日パーティを台無しにされてしまう。それを気の毒に思ったライリーは夫であるクリスと共に、遊園地へとカーリーの誕生日を祝う為に出かけたのだが、そこでギャングの襲撃を受ける。麻薬密売組織の金を持ち出す計画に一時期加担していたクリスは、組織の人間に目をつけられていたのだった。たまたま側にいたカーリーもろともクリスは射殺され、ライリーもまた銃撃を受けて重傷を負う。
ほどなくしてライリーは目を覚ますも、そこで待ち受けて居るのは非常な現実。事件の捜査には真面目に取り組む人間はおらず、なんとか彼女の証言を基に実行犯の3人を法廷の場へ引きずり出すも、警察に判事、弁護士と社会の隅々にまで、麻薬密売組織を束ねるガルシアの手に落ちた人間が蔓延っており、予備審問の結果、襲撃の実行犯たちは保釈され、ライリーは精神科病院への入院措置を言い渡されてしまう。
その事実を受け止めきれず、またろくでもないと噂される郡立の精神科病院に移送される話を盗み聞いたライリーは隙を見て、救急車から逃げ出し、忽然と姿を消した。

それから5年後。観覧車に見せしめとして吊るされた3人の遺体はライリーの夫と娘を撃ち殺した実行犯3人組だった。そこから次々と事件の関係者たちが殺される事件が発生。実行犯の弁護を引き受けた弁護士は溺死し、実行犯を保釈し、ライリーに入院措置を下した判事は爆死。そして続々とガルシアの部下達が虐殺されていく。
一連の事件の実行犯は、他でもないライリー・ノース本人だった。ただの主婦であった彼女は、5年前の事件後、勤務先の銀行で強盗を働いて5万ドル以上を奪った後、欧州へと渡り、偽名を用いて生活をしながら過酷なトレーニングに励み、強靭な肉体と精神を手に、ここロサンゼルスへと戻って居たのだ。
怒りと悲しみに震える彼女は復讐の鬼として、またスラム街の守護天使として、麻薬密売組織の元締めであるガルシアへの復讐を果たす為に行動を開始する。

## キャスト
※括弧内は日本語吹替
- ライリー・ノース: ジェニファー・ガーナー（安藤麻吹） - 元は心優しい一人の女性だったが、夫と娘を殺害された復讐から自分を鍛え上げ、事件の関係者に復讐を果たすための戦士と化す[4]。
- モイゼス・ベルトラン: ジョン・オーティス（仲野裕） - 殺人課の刑事。一連の事件はライリーが起こしたものだとして捜査を行う。
- スタン・カーマイケル: ジョン・ギャラガー・Jr（いとうさとる） - 殺人課の刑事。事件当時のライリーの様子から、事件が彼女の仕業だという説には懐疑的な考えを示す。
- ディエゴ・ガルシア: フアン・パブロ・ラバ（英語版）（鷲見昂大） - 麻薬組織の元締め。
- リサ・インマン: アニー・イロンゼ（石川藍） - FBI捜査官。
- クリス・ノース: ジェフ・ヘフナー（英語版）（宮下弘充） - ライリーの夫。友人が持ちかけた麻薬組織の金を持ち出す計画に一度は加担する意思を見せるも、後に考え直して計画から降りようとする。しかし、すでに計画は組織に知られており、関係者であるという理由で殺害されてしまう。
- カーリー・ノース: ケイリー・フレミング（三浦千幸） - ライリーの娘。誕生日の夜にクリスと共に殺害されてしまう。その後、ライリーの幻影として何度か現れる。
- リー: エディ・シン - FBI捜査官。
- バーカー: クリフ・"メソッド・マン"・スミス - 麻薬課の刑事。
- サム: タイソン・リッター - ホームレス。
- コルテス: イアン・カッセルベリー（相馬康一） - ガルシアの部下。
- サラザール: リチャード・カブラル（英語版）
- トーレス: ジョニー・オーティス（英語版）
- オルテガ: マイケル・レベンタル
- マリア: カイラ＝ドリュー・シモンズ（三浦千幸） - スラム街に住むストリートチルドレン。
- ホセ: グスタボ・キロス（石川藍）
- ペグ: ペル・ジェームズ（英語版）（山咲しづ香） - カーリーの同級生の母親。高級住宅街に住み、ライリーに嫌がらせを仕掛けてカーリーの誕生日パーティーを台無しにした。終盤、重傷を負ったライリーに家へ押しかけられた挙句顔面を殴られて拘束される。5年経った今は離婚していた。
- マーヴィン: ジョン・ボイド
- ヘンダーソン: マイケル・モーズリー（英語版）
- スティーヴンス判事: ジェフ・ハーラン
- ミッキー: クリス・ジョンソン（美斉津恵友）

## 製作
2017年5月21日、ライオンズゲートが本作の全世界配給権を購入したと発表した。8月8日、ジェニファー・ガーナーが本作の出演交渉に臨んでいるとの報道があった。同じ日、STXエンターテインメントが本作の配給権買収に乗り出したと報じられた。11月21日、ジョン・ギャラガー・Jrとリチャード・カブラルの出演が決まった。28日、カイラ・ドリューとアニー・イロンゼがキャスト入りした。12月15日、タイソン・リッターの出演が決まったと報じられた。2018年1月24日、メソッド・マンが本作に出演することになったとの報道があった。

## 興行収入
本作は『死霊館のシスター』及び『God Bless the Broken Road』と同じ週に封切られ、公開初週末に1050万ドル前後を稼ぎ出すと予想されていたが、実際の数字はそれを上回るものであった。2018年9月7日、本作は全米2980館で公開され、公開初週末に1342万ドルを稼ぎ出し、週末興行収入ランキング初登場2位となった。

## 評価
本作は批評家から酷評されている。映画批評集積サイトのRotten Tomatoesには77件のレビューがあり、批評家支持率は13%、平均点は10点満点で3.6点となっている。サイト側による批評家の見解の要約は「『ライリー・ノース -復讐の女神-』は新鮮味からはほど遠い作品である。同作は捻りが不足している、もしくはスリルが欠落している陰鬱な映画であり、ジェニファー・ガーナーの名演を無駄にした自警団映画である。」となっている。また、Metacriticには25件のレビューがあり、加重平均値は29/100となっている。なお、本作のCinemaScoreはB+となっている。